# Schloss Schönburg (Pocking)

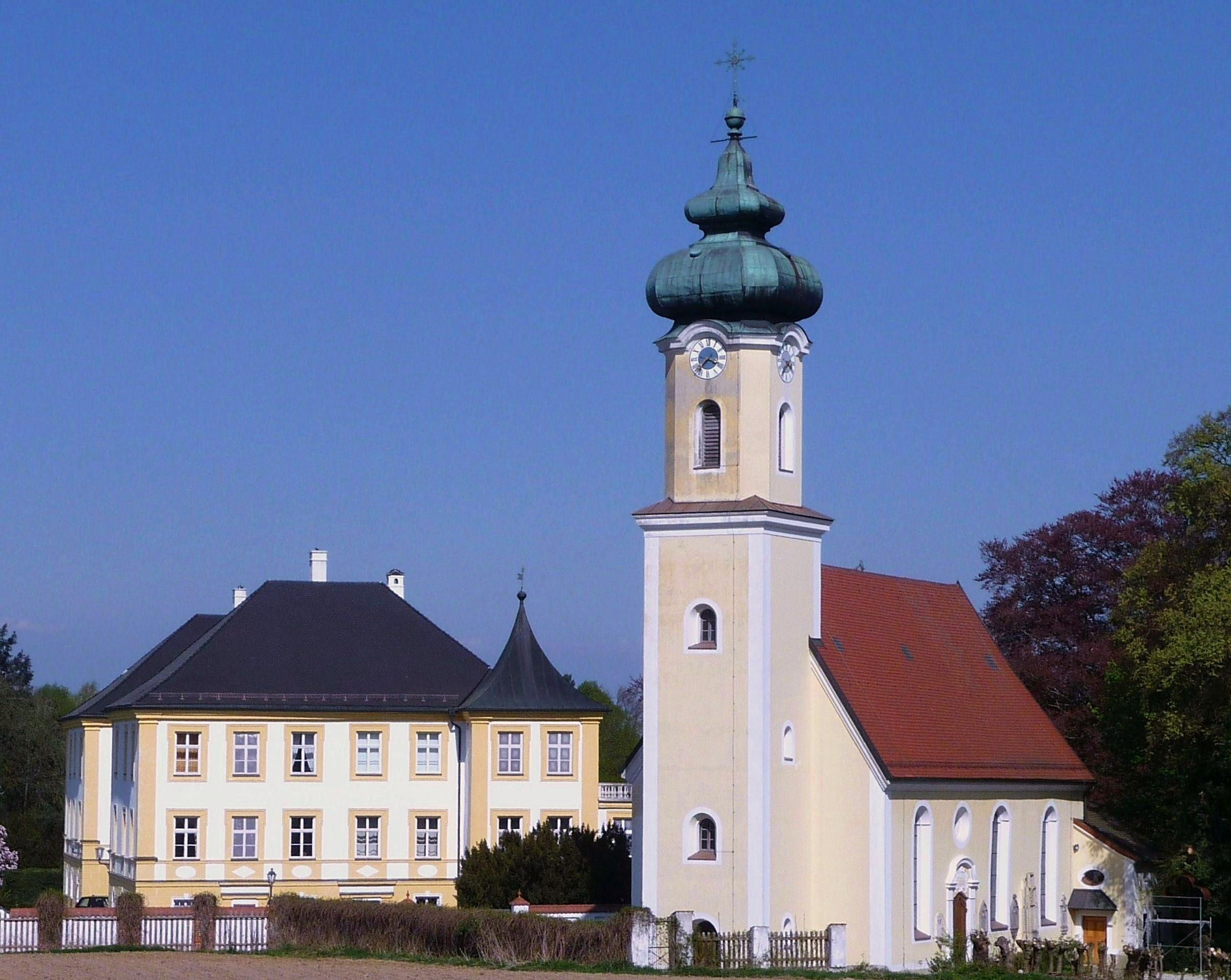
Das Schloss und die Pfarrkirche in Schönburg

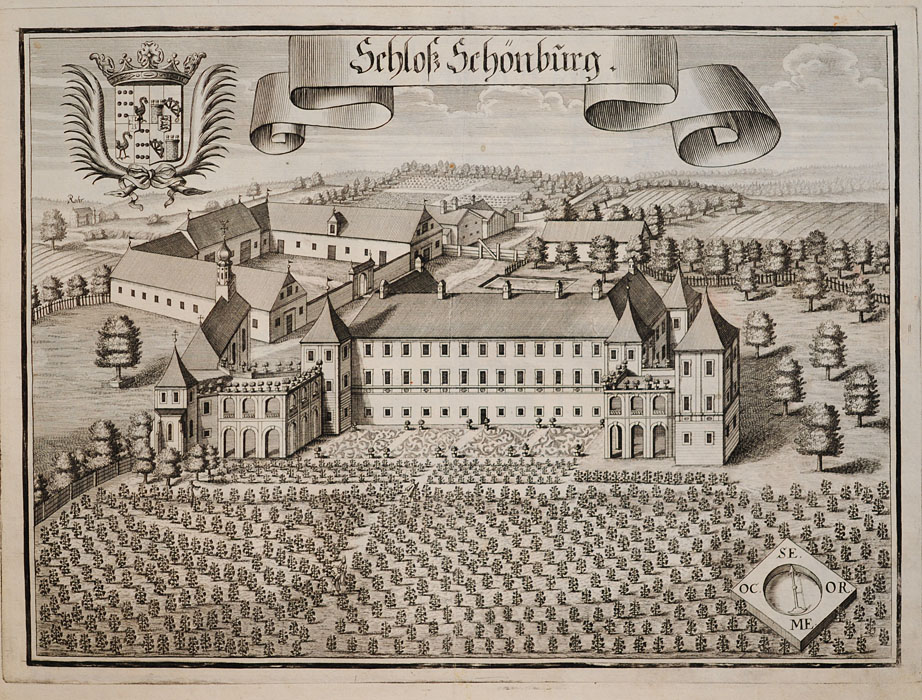
Michael Wening: Schloss Schönburg um 1723

Schloss Schönburg ist ein Schloss in Schönburg, einem Ortsteil der Stadt Pocking im niederbayerischen Landkreis Passau. Die Anlage wird als Bodendenkmal unter der Aktennummer D-2-7645-0210 im Bayernatlas als „untertägige mittelalterliche und frühneuzeitliche Befunde im Bereich des Adelssitzes Schönburg“ geführt. Die Anlage ist unter der Aktennummer D-2-75-141-62 als denkmalgeschütztes Baudenkmal von Schönburg verzeichnet.

## Geschichte
1121 werden die ortsadeligen Herren von Schönburg als Ministerialen des Klosters Mondsee urkundlich erwähnt. Dieser Familie entstammte auch der spätere Bischof Johann von Schönburg († 1555). Die Schönburg wurden 1654 in den Freiherrenstand erhoben. Von der mittelalterlichen Anlage in Schönburg ist nichts mehr erhalten, da Freiherr Georg Adolf von Schönburg 1676 bis 1680 auf deren Grundmauern das heutige barocke Schloss erbaute.
Nach dessen Tod 1692 gelangte der Besitz über seine Schwester Maria Jacobe Freifrau von Closen 1694 an die Freiherren von Closen zu Gern und Arnstorf. Als Herren auf Schloss Schönburg erweiterten sie die Anlage um die Mitte des 18. Jahrhunderts durch das langgestreckte Torhaus nördlich des Herrenhauses. Dort hatte der Schlossgeistliche seine Wohnung.
Nachfolger der Closen waren ab 1801 die Grafen von Leyden. Die Hofmarksgerechtigkeit wurde 1806 in ein Patrimonialgericht umgewandelt. Graf von Leyden verzichtete 1820 auf das von ihm am 1. August 1818 beantragte Patrimonialgericht I. Klasse. Ein Patrimonialgericht II. Klasse in Schönburg wurde in der Folge am 22. Mai 1820 bestätigt. Es war unter Graf von Leyden für 149 Hintersassen zuständig. 1848 verzichtete Alfred Graf von Leyden auf die Patrimonialgerichtsbarkeit unter Vorbehalt der niederen örtlichen Polizei mit Inbegriff der Forst- und Jagdpolizei, wenig später wäre die Patrimonialgerichtsbarkeit im Zuge der Revolution 1848 von Rechts wegen sowieso abgeschafft worden.
Gräfin Melanie von Leyden, geborene Gräfin Montjoye ließ 1842 das Schloss restaurieren. 1876 kauften die Grafen von Arco-Zinneberg Schloss Schönburg. 1879 wurde hier Gräfin Mechtilde geboren, die nach ihrer Ehe mit dem kaiserlichen Diplomaten Fürst Karl Max von Lichnowsky unter dem Namen Mechtilde Lichnowsky als Schriftstellerin bekannt wurde. Heutiger Besitzer ist Peter Mühlbauer, der 1996 den Denkmalpreis der Hypo-Kulturstiftung erhalten hat.

## Baubeschreibung
Schloss Schönburg ist ein geschütztes Baudenkmal mit der Aktennummer D-2-75-141-62, die Baubeschreibung des Bayerischen Landesamts für Denkmalpflege lautet:
Schloss; Hauptgebäude, dreigeschossige Barockanlage von 1676/80, Westfront mit kurzen Seitenflügeln, Ostfront mit Ecktürmen; laubenartiger zweigeschossiger Verbindungsbau zur Pfarrkirche; westlich Torhaus mit ehemaliger Jägerwohnung, Remise u.a. dreiflügelige Rokokoanlage mit Durchfahrt und Vorschußmauern zum Schloßplatz, Mitte 18. Jahrhundert; südlich ummauerter Ziergarten mit Wasserbassin.